# 香港居民巴士NR331線
NR331線是香港的一條居民巴士路線，來往馬灣（珀欣路）及荃灣站，由馬灣鄉事委員會委託由陽光巴士營運。本線另設立輔助特別線NR331S，來往馬灣（珀欣路）及荃灣西站，由馬灣鄉事委員會委託由陽光巴士營運。
雖然NR331及NR331S為循環巴士路線，但乘客仍然需要於荃灣站或荃灣西站落車再次付款，方能繼續乘搭返回馬灣。

## 開辦背景

### NR331線
一直以來馬灣對外的公共交通，以來往深井馬灣碼頭的街渡為主，該街渡航線早於1953年投入服務。當時街渡營辦商須向馬灣鄉事委員會支付行政費，換取航線經營權，鄉委會負責確保沒有其他營辦商加入競爭。行政費用於鄉委會贊助或舉辦一系列活動，包括天后誕、長者宴等，惠及區內村民。但自從珀麗灣首期於2002年入伙後，來往青衣的居民巴士、來往中環及荃灣的渡輪服務相繼投入服務，令街渡航線乘客大量流失，最終支撐不住，原有營辦商於2003年2月起停辦街渡服務，馬灣西部40多年靠街渡出入的歷史正式劃上句號。
由於馬灣街渡停航，導致馬灣西部村落的原居民交通面臨「與世隔絕」，馬灣鄉事委員會不斷要求開辦專線巴士往來荃灣區，經過一輪角力，終於得到運輸署批准營辦來往荃灣的居民巴士服務。營辦商亦按街渡做法，向馬灣鄉事委員會支付行政費，以2019至2022年標書要求，金額為每月不低於六萬元。

### NR331S線
於2012年初，珀麗灣客運提出以新增巴士服務，取代虧蝕多年來往珀麗灣及荃灣的渡輪服務。一度成為珀麗灣居民對珀客不滿的導火線，居民關注渡輪停辦後，攜帶寵物及單車的居民不能乘搭巴士，這些居民外出時只能乘搭來往中環的渡輪服務，十分不便,雖然有來往港鐵荃灣站的巴士服務，其上落客點卻遠離荃灣西站，對前往該帶的乘客而言頗為不便，而且巴士服務不容許乘客攜帶寵物乘坐，使島上飼養寵物的居民攜帶愛寵乘搭公共交通外出時只能選擇中環航線，未能方便往返新界地區的乘客。但珀客最終決定於2012年12月14日，永久取消來往珀麗灣及荃灣的渡輪服務，隨後連同馬灣鄉事委員會申辦來往荃灣西的巴士路線，運輸署批准珀客於2013年6月8日，調整交通服務安排，包括開辦來往馬灣（珀欣路）及港鐵荃灣西站的新居民巴士服務，同時復辦來往珀麗灣及荃灣航線，每日非繁忙時間對開三班。

## 歷史
- 2003年9月15日：NR331線投入服務，初時由兆豐旅運營辦。
- 2007年4月1日:根據香港巴士大典資料，NR331線全線以61座巴士行駛。
- 2007年9月15日：珀麗灣客運正式接辦NR331線，並延長服務時間。
- 2008年9月15日：NR331線來回程繞經馬灣鄉事會路及芳園路，將服務範圍擴展至馬灣大街、田寮新村及珀麗灣3期。
- 2010年9月15日：NR331線加密班次，行走本線的車輛數目由兩部增至3部。
- 2012年12月14日：NR331線為配合珀麗灣及荃灣渡輪服務結束，班次更進一步加密，行走本線的車輛數目亦相應增加，更改派載客量高的青年尼奧普蘭JNP6122G巴士行走。
- 2013年6月8日：NR331S線投入服務，來往馬灣（珀欣路）及港鐵荃灣西站，運輸署編制上屬循環線及NR331特別班次。
- 2016年10月15日：NR331S線延遲尾班車開出時間，馬灣開由22:15延遲至23:15，荃灣開由22:40延遲至23:40，並加密部分時段班次。
- 2019年12月15日：陽光巴士正式接辦NR331線及NR331S線，並調整收費。
- 2020年1月5日：因應珀林路與馬灣鄉事會路交界之行人過路安全島改善工程，往港鐵荃灣站方向修改行車路線，改為停靠往馬灣方向沿途車站。
- 2021年2月1日：調整居民八達通收費。[6]
- 2021年3月1日：增設與指定九巴路線的轉乘優惠。[7]
- 2022年9月1日：因應珀林路與馬灣鄉事會路交界之行人過路安全島改善工程完竣，往荃灣方向回復2020年1月5日前的走線，駛至珀麗路後行經芳園路、馬灣鄉事會路及珀林路返回原線。

## 服務時間
NR331
| 馬灣（珀欣路）開 | 馬灣（珀欣路）開 | 馬灣（珀欣路）開 | 馬灣（珀欣路）開 | 馬灣（珀欣路）開 | 馬灣（珀欣路）開 | 馬灣（珀欣路）開 |
| ---------------- | ---------------- | ---------------- | ---------------- | ---------------- | ---------------- | ---------------- |
| 06:00            | 06:30            | 07:00            | 07:20            | 07:40            | 08:00            | 08:20            |
| 08:40            | 09:00            | 09:20            | 09:40            | 10:00            | 10:20            | 10:40            |
| 11:00            | 11:20            | 11:40            | 12:00            | 12:20            | 12:40            | 13:00            |
| 13:20            | 13:40            | 14:00            | 14:20            | 14:40            | 15:00            | 15:20            |
| 15:40            | 16:00            | 16:20            | 16:40            | 17:00            | 17:20            | 17:40            |
| 18:00            | 18:20            | 18:40            | 19:00            | 19:20            | 19:40            | 20:00            |
| 20:20            | 20:40            | 21:00            | 21:30            | 22:00            | 22:30            | 23:00            |
| 23:30            | 00:00            |                  |                  |                  |                  |                  |

| 荃灣站開 | 荃灣站開 | 荃灣站開 | 荃灣站開 | 荃灣站開 | 荃灣站開 | 荃灣站開 |
| -------- | -------- | -------- | -------- | -------- | -------- | -------- |
| 06:20    | 06:50    | 07:20    | 07:40    | 08:00    | 08:20    | 08:40    |
| 09:00    | 09:20    | 09:40    | 10:00    | 10:20    | 10:40    | 11:00    |
| 11:20    | 11:40    | 12:00    | 12:20    | 12:40    | 13:00    | 13:20    |
| 13:40    | 14:00    | 14:20    | 14:40    | 15:00    | 15:20    | 15:40    |
| 16:00    | 16:20    | 16:40    | 17:00    | 17:20    | 17:40    | 18:00    |
| 18:20    | 18:40    | 19:00    | 19:20    | 19:40    | 20:00    | 20:20    |
| 20:40    | 21:00    | 21:20    | 21:50    | 22:20    | 22:50    | 23:20    |
| 23:50    | 00:20    |          |          |          |          |          |

NR331S
| 馬灣（珀欣路）開 | 馬灣（珀欣路）開 | 馬灣（珀欣路）開 | 馬灣（珀欣路）開 | 馬灣（珀欣路）開 | 馬灣（珀欣路）開 | 馬灣（珀欣路）開 |
| ---------------- | ---------------- | ---------------- | ---------------- | ---------------- | ---------------- | ---------------- |
| 06:45            | 07:15            | 07:45            | 08:15            | 08:45            | 09:15            | 09:45            |
| 10:15            | 10:45            | 11:15            | 11:45            | 12:15            | 12:45            | 13:15            |
| 13:45            | 14:15            | 14:45            | 15:15            | 15:45            | 16:15            | 16:45            |
| 17:15            | 17:45            | 18:15            | 18:45            | 19:15            | 19:45            | 20:15            |
| 20:45            | 21:15            | 21:45            | 22:15            | 23:15            |                  |                  |

| 荃灣西站開 | 荃灣西站開 | 荃灣西站開 | 荃灣西站開 | 荃灣西站開 | 荃灣西站開 | 荃灣西站開 |
| ---------- | ---------- | ---------- | ---------- | ---------- | ---------- | ---------- |
| 07:10      | 07:40      | 08:10      | 08:40      | 09:10      | 09:40      | 10:10      |
| 10:40      | 11:10      | 11:40      | 12:10      | 12:40      | 13:10      | 13:40      |
| 14:10      | 14:40      | 15:10      | 15:40      | 16:10      | 16:40      | 17:10      |
| 17:40      | 18:10      | 18:40      | 19:10      | 19:40      | 20:10      | 20:40      |
| 21:10      | 21:40      | 22:10      | 22:40      | 23:40      |            |            |

## 收費
全程：$14.6(NR331)/$15.3(NR331S)
- 馬灣島上村民持有認可及登記之八達通卡，可享有優惠收費$9.0(NR331)/$9.4(NR331S)

| - 本線大小同價，不設任何小童或長者半價優惠。 - 60歲或以上長者使用長者或個人八達通（包括「樂悠咭」），以及12歲以下合資格殘疾兒童使用「殘疾人士身份」個人八達通繳付車資，均可享有每程$2.0或半價（以較低者為準）的票價優惠；12至64歲合資格殘疾人士使用「殘疾人士身份」個人八達通，以及60至64歲香港居民使用「樂悠咭」繳付車資，均可享有每程$2.0或全費（以較低者為準）的票價優惠。 - 乘客可以現金或八達通於上車時付款，不設找續。 |

## 使用車輛
珀麗灣客運營運時，兩線主要使用丹尼士飛鏢SLF和Enviro 200行走，間中使用青年Young Man JNP6122GR2。
陽光巴士接辦此組路線時，用車為4輛單層巴士，其中2部是猛獅NL323，來自皇巴士，另有兩部為富豪B7R及猛獅RR8旅遊客車，其後再加入3部大宇BH117L取代一部猛獅RR8用車。2020年1月再增加來自九巴的3輛雙層低地台巴士，為丹尼士三叉戟12米，令本線成馬灣首條有雙層巴士行走的路線。
2020年3月和8月，此組路線分別各接收了另外2輛來自皇巴士的猛獅NL323，取代此組路線的高地台旅遊客車，令此組路線全線低地台化。
因丹尼士三叉戟年事以高，加上歐盟三期柴油商業車輛於2020年7月1日開始不能再續牌，丹尼士三叉戟已於2020年12月30日完成服務後退役，將由新購入的Wright StreetDeck取代。首部Wright StreetDeck於2021年3月24日投入服務。
現時此組路線的主要用車為二手富豪B7RLE低地台單層及Wright StreetDeck低地台雙層巴士，間中會有高地台旅遊巴士支援。

## 行車路線
NR331

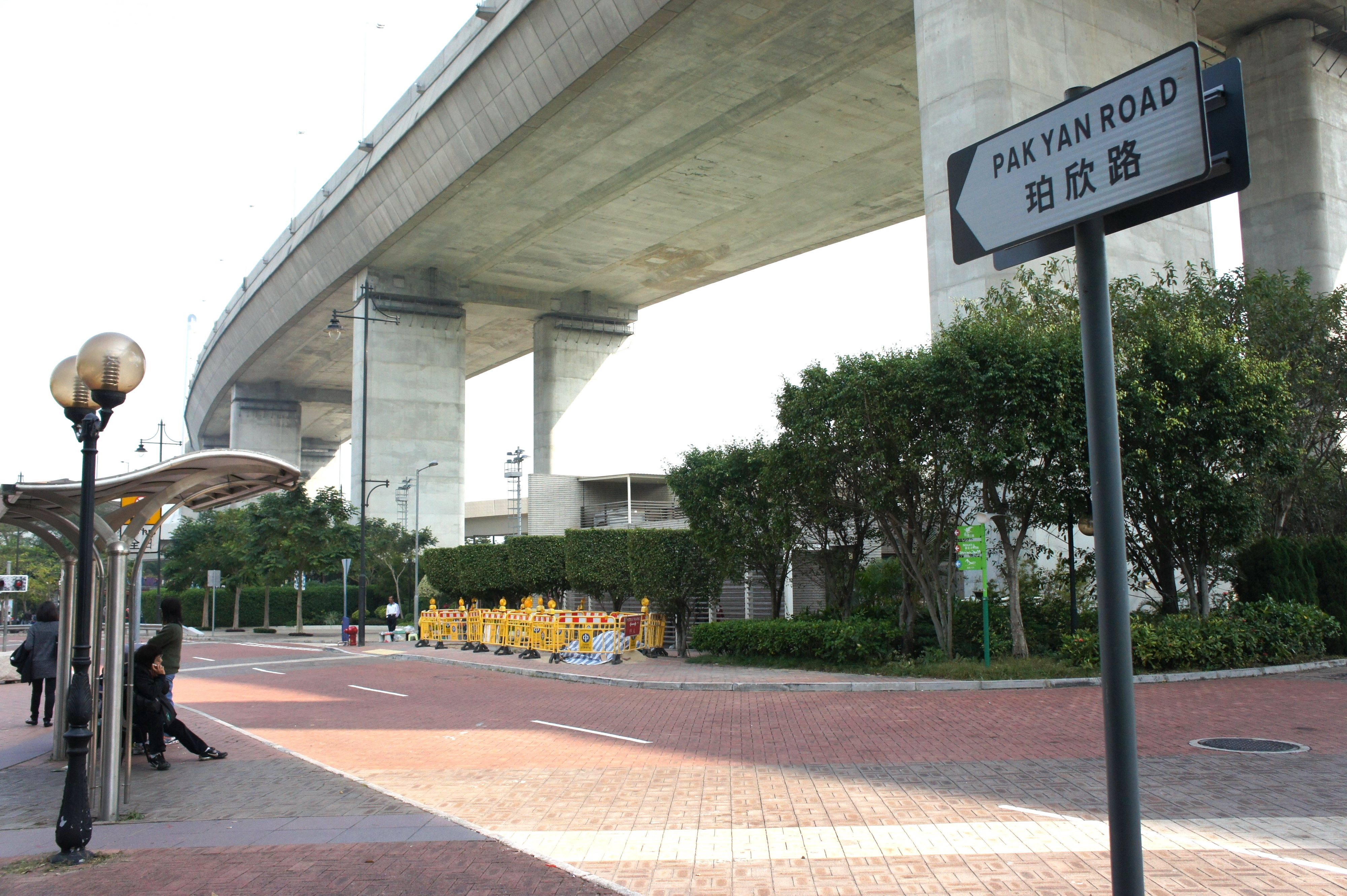
位於珀欣路南端NR331循環線的起訖站（左）。上方天橋為青嶼幹線。

馬灣（珀欣路）開經：珀欣路、珀麗路、芳園路、馬灣鄉事會路、珀林路、馬灣路、青嶼幹線、青衣西北交匯處、青衣北岸公路、青荃路、德士古道、德士古道北、城門道及西樓角路。
荃灣站開經：西樓角路、大河道、青山公路－荃灣段、青山公路－葵涌段、國瑞路、德士古道、青荃路、青衣北岸公路、青嶼幹線、馬灣路、珀林路、馬灣鄉事會路、芳園路、珀麗路及珀欣路。
NR331S
馬灣（珀欣路）開經：珀欣路、珀麗路、芳園路、馬灣鄉事會路、珀林路、馬灣路、青嶼幹線、青衣西北交匯處、青衣北岸公路、青荃路、德士古道、德士古道天橋、德士古道北、荃錦交匯處及大河道 。
港鐵荃灣西站開經：大河道、荃錦交匯處、德士古道北、德士古道天橋、德士古道、青荃路、青衣北岸公路、青嶼幹線、馬灣路、珀林路、馬灣鄉事會路、芳園路、珀麗路及珀欣路。

### 沿線車站

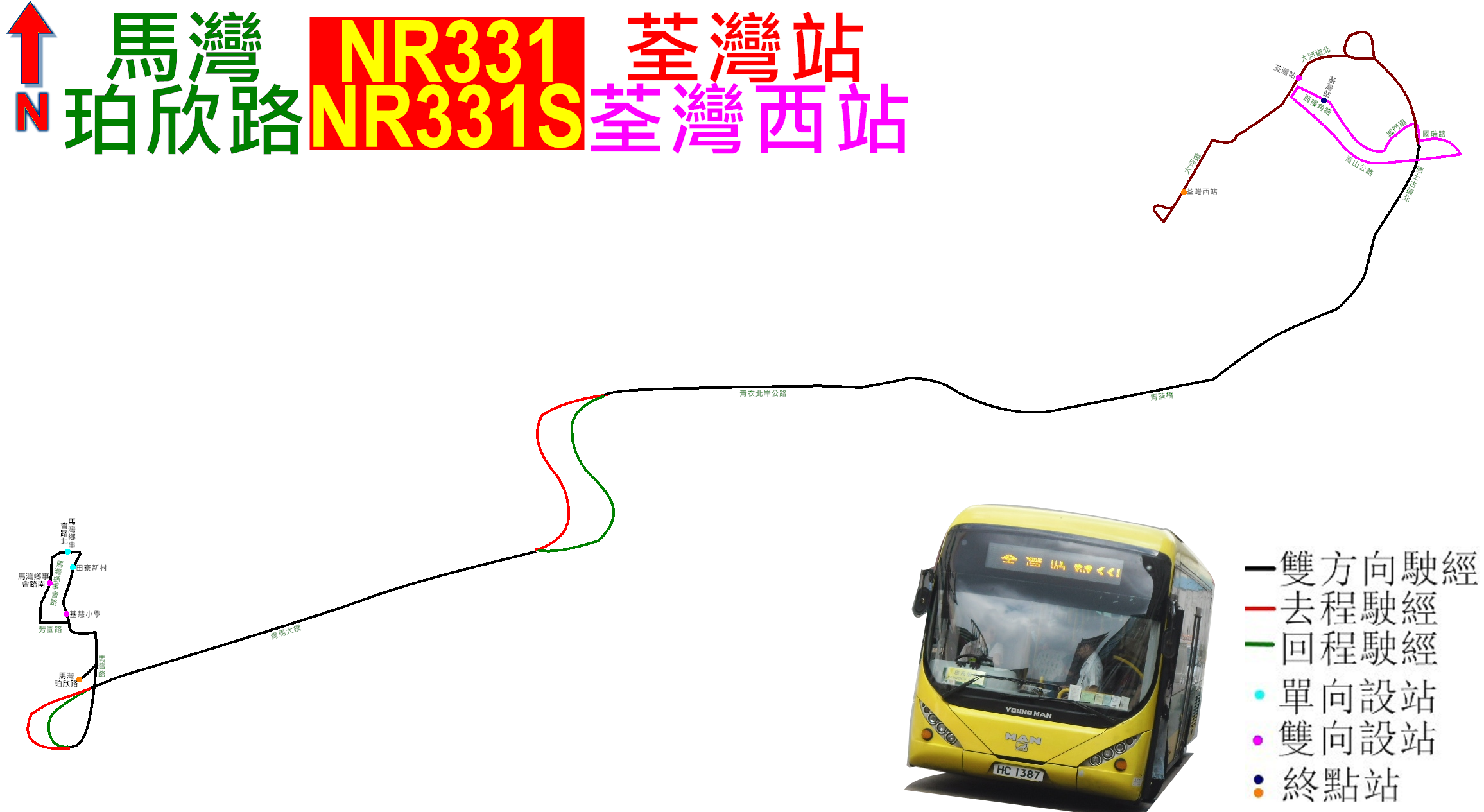
NR331系列路線的走線圖，當中桃紅色表示NR331線的走線，而褐色則表示NR331S線的走線

NR331
| 馬灣（珀欣路）開 | 馬灣（珀欣路）開                 | 馬灣（珀欣路）開       | 荃灣站開 | 荃灣站開       | 荃灣站開               |
| 序號             | 車站名稱                         | 位置                   | 序號     | 車站名稱       | 位置                   |
| ---------------- | -------------------------------- | ---------------------- | -------- | -------------- | ---------------------- |
| 1                | 珀欣路巴士總站                   | 珀欣路                 | 1        | 港鐵荃灣站     | 西樓角路公共運輸交匯處 |
| 2                | 馬灣鄉事會路南                   | 馬灣鄉事會路           | 2        | 基慧小學       | 珀林路                 |
| 3                | 馬灣鄉事會路北                   | 馬灣鄉事會路           | 3        | 田寮新村       | 珀林路                 |
| 4                | 基慧小學                         | 珀林路                 | 4        | 馬灣鄉事會路南 | 馬灣鄉事會路           |
| 5                | 港鐵荃灣站(所有乘客需於此站落車) | 西樓角路公共運輸交匯處 | 5        | 珀欣路巴士總站 | 珀欣路                 |

NR331S
| 馬灣（珀欣路）開 | 馬灣（珀欣路）開                   | 馬灣（珀欣路）開         | 荃灣（如心廣場）開 | 荃灣（如心廣場）開 | 荃灣（如心廣場）開       |
| 序號             | 車站名稱                           | 位置                     | 序號               | 車站名稱           | 位置                     |
| ---------------- | ---------------------------------- | ------------------------ | ------------------ | ------------------ | ------------------------ |
| 1                | 珀欣路巴士總站                     | 珀欣路                   | 1                  | 港鐵荃灣西站       | 荃灣（如心廣場）巴士總站 |
| 2                | 馬灣鄉事會路南                     | 馬灣鄉事會路             | 2                  | 荃灣站             | 大河道                   |
| 3                | 馬灣鄉事會路北                     | 馬灣鄉事會路             | 3                  | 基慧小學           | 珀林路                   |
| 4                | 基慧小學                           | 珀林路                   | 4                  | 田寮新村           | 珀林路                   |
| 5                | 荃灣站                             | 大河道                   | 5                  | 馬灣鄉事會路南     | 馬灣鄉事會路             |
| 6                | 港鐵荃灣西站(所有乘客需於此站落車) | 荃灣（如心廣場）巴士總站 | 6                  | 珀欣路巴士總站     | 珀欣路                   |

## 使用狀況
由於馬灣的道路是24小時限制車輛使用的區域，包括私家車及旅遊巴士，如果未有獲得運輸署發出之禁區許可證皆不可駛入馬灣。因此當地居民和前往馬灣觀光的遊客，都十分依賴該巴士線往來馬灣和香港其他地區
。

## 爭議
2018年11月下旬，馬灣鄉事委員會就NR331及NR331S線的2019年至2022年的營運合約招標，並將於2019年1月31日截標。招標文件列明「協議書內容需於合約期內支付行政費給馬灣鄉事會，每月不少於港幣六萬元」，並在附件提供表格，讓投標者自行填寫行政費金額，被地區人士及區議會質疑是入線費。時任馬灣鄉事委員會主席陳祟業表示行政費於鄉事委員會贊助或舉辦一系列居民活動，包括：天后誕、長者宴等，惠及區內民居，強調除考慮行政費金額多少以外，更會考慮營辦商在青馬大橋封橋時的應對方法，以及居民優惠等。珀麗灣業主委員會成員倫智偉表示珀麗灣居民也申辦多條居民巴士路線，供整個馬灣區居民包括鄰近鄉村居民乘搭，但沒有要求收取額外行政費。珀麗灣客運有限公司發言人表示，就標書內容不予置評。工黨幹事趙恩來指出，票價關乎公眾利益，但運輸署應跟進相關問題。

## 外部連結
- NR331陽光巴士官方路線資料（pdf乳豬紙版） （页面存档备份，存于）
- NR331S陽光巴士官方路線資料（pdf乳豬紙版） （页面存档备份，存于）